# Dixa platystyla
Dixa platystyla är en tvåvingeart som beskrevs av Edwards 1934. Dixa platystyla ingår i släktet Dixa och familjen u-myggor. Inga underarter finns listade i Catalogue of Life.